# James William McGauley
James William McGauley (* 1806; † 1867) war ein Physiker und Professor der Naturphilosophie.
Er studierte ab 1826 am St Patrick’s College, Maynooth bei Nicholas Callan. Von 1836 bis 1856 war er Professor der Philosophie am Board of Education in Irland.
Auf dem Treffen der British Association for the Advancement of Science in Liverpool im Jahr 1837 stellte er seinen selbstunterbrechenden Elektromagneten vor (ähnlich dem Wagnerschen Hammer von 1836).
1856 ging er für vorübergehend nach Kanada. Zurück im Vereinigten Königreich wurde er Redakteur der Scientific Review, Mitglied im Council of the Inventor's Institute in London und Direktor der Inventor's Patent Right Association.